# Passerelle BP
La passerelle BP (en anglais : BP Pedestrian Bridge) est un pont piétonnier situé dans le secteur communautaire du Loop à Chicago, dans l'État de l'Illinois, aux États-Unis. Il enjambe Columbus Drive pour relier la place Daley du Bicentenaire (Daley Bicentennial Plaza), et le pavillon Jay Pritzker (Jay Pritzker Pavilion). À l'instar de ce dernier, il a été conçu par Frank Gehry dans le style déconstructiviste, un mouvement issu de l'architecture postmoderne. Situé au sein de Millennium Park (dans la partie nord-ouest de Grant Park), le pont est ouvert au public depuis le 16 juillet 2004.
Nommé pour la firme pétrolière britannique BP qui a fait don de 5 millions de dollars pour sa construction, il est le premier pont conçu par Gehry qui a notamment été primé pour son utilisation de la tôle.
La passerelle est connue pour son esthétique et le style de Gehry et est considérée pour ses allusions biomorphique et l'utilisation extensive de plaques d'acier inoxydable pour sa sculpture. La passerelle BP fait penser à un serpent à cause de sa forme. Depuis les années 1960, les œuvres de Gehry s'inspirent des écailles et de la forme de divers animaux tels que des poissons et des serpents. Ils apparaissent pour la première fois dans ses conceptions architecturales dans les années 1980,,.
La passerelle sert de mur anti-bruit pour les nuisances sonores liées à la circulation de Columbus Drive. Elle relie Millennium Park (à l'ouest) à d'autres parties de Grant Park (dont un vaste parking souterrain) et les bords du lac Michigan (à l'est), ainsi que le quartier de New Eastside (au nord). La passerelle BP utilise une poutre en caisson caché avec une base en béton, et son tablier est recouvert de planches de bois dur. Il est conçu sans rampe d'appui, avec des parapets en acier inoxydable à la place.
Sa longueur totale est de 285 mètres, avec une pente de 5 % sur ses surfaces inclinées, ce qui la rend sans obstacle et accessible pour tous y compris pour les personnes handicapées. Bien que le pont soit fermé en hiver parce que la glace ne peut être retirée en toute sécurité de sa passerelle en bois, il a reçu des critiques favorables pour sa conception et son esthétique.

## Conception

### Projets préliminaires
| Crown Fountain Michigan Avenue Cloud Gate AT&T Plaza Pavillon · Jay Pritzker Harris Theater Passerelle BP Lurie Garden |

Depuis le milieu du XIXe siècle, le Grant Park est considéré comme le « jardin » de Chicago, entre les rives du lac Michigan à l'est et le quartier d'affaires du Loop à l'ouest.
En février 1999, la ville de Chicago annonce des négociations avec l'architecte Frank Gehry pour la construction d'un kiosque à musique en forme d'arche dans le nouveau parc ainsi qu'une passerelle piétonne enjambant Columbus Drive pour relier la Daley Bicentennial Plaza et le Millenium Park. La ville recherche aussi des donateurs pour financer ces futurs travaux.
À cette époque le Chicago Tribune surnomme Gehry comme étant « l'architecte le plus populaire de l'univers » en référence au plébiscite de son musée Guggenheim de Bilbao. Le directeur de projet du Millenium Park Edward Uhlir dit alors de Gehry « Frank est simplement l'avant-garde du prochain siècle de l'architecture. »,.
En avril 1999, la ville annonce que la famille Pritzker, une riche famille originaire de Chicago, a fait don de 15 millions de dollars pour financer le kiosque à musique et que neuf autres donateurs ont rassemblé 10 millions de dollars supplémentaires pour le reste du parc. Le même jour, Gehry annonce qu'il accepte le chantier.

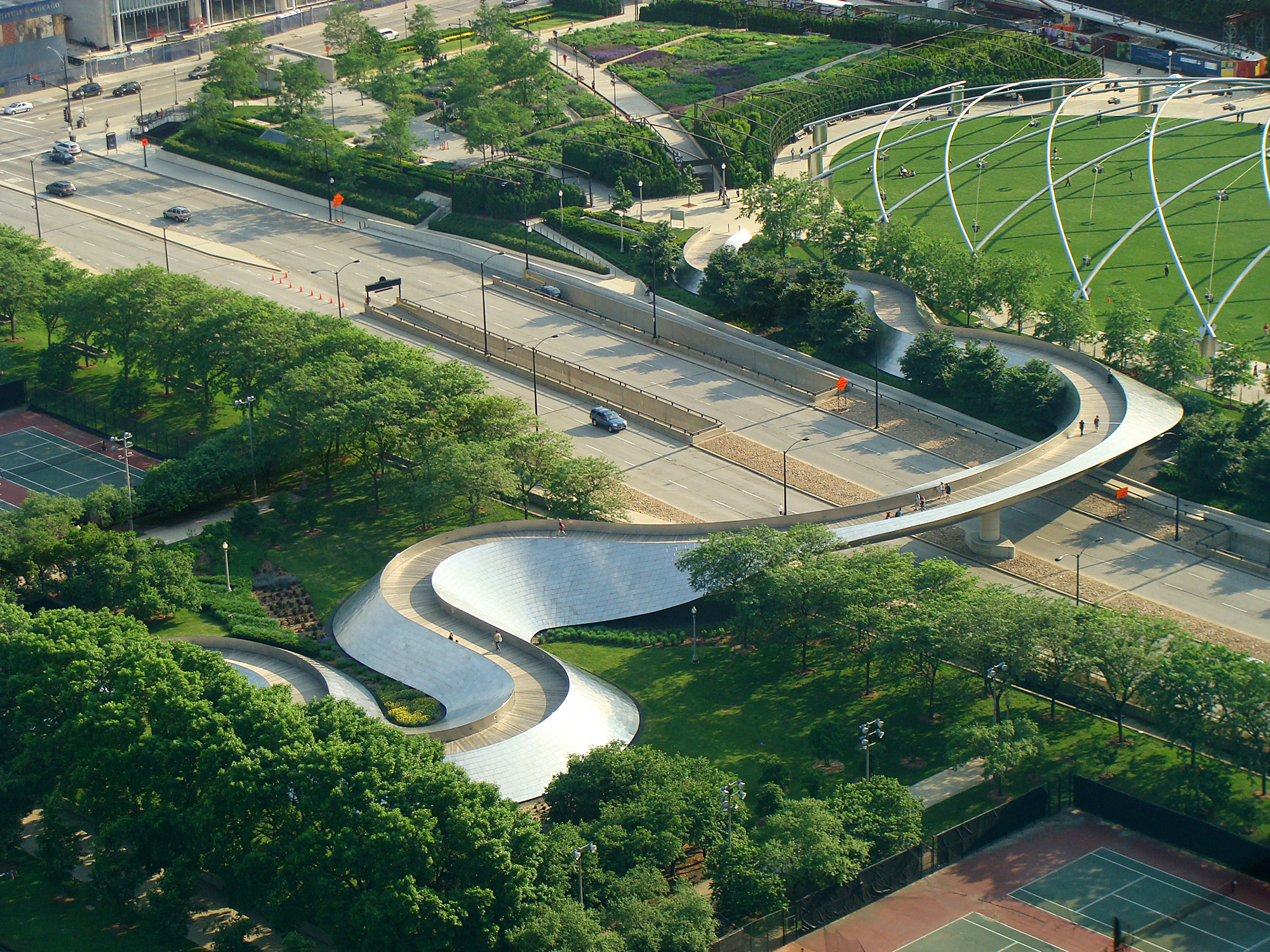
Vue aérienne de la passerelle.

En novembre de la même année, lorsqu'il dévoile les plans du pont et du kiosque, Gehry reconnait que la conception du pont est toujours sous-développée car les fonds nécessaires à sa construction ne sont pas réunis. Pour le parc, le besoin d'une barrière anti-bruit du côté de Columbus Drive se fait ressentir. Gehry réfléchit à des concepts de type « bas-côté » ou « palissades ». Le besoin d'un pont enjambant les huit voies de Colombus Drive est alors évident, cependant l'aménagement du parc prend du retard en anticipation de la reconstruction du stade omnisports de Soldier Field. En janvier 2000, la ville annonce l'extension du parc incluant les futurs Cloud Gate, Crown Fountain et le McDonalds Cycle Center. Un mois plus tard, l'architecte dévoile son projet comportant un pont sinueux.
Contrairement au pavillon Jay Pritzker, qui ne connait que peu de modification entre son élaboration et sa réalisation, le pont est passé par plusieurs propositions. La proposition faite début 2000, devant être réalisée en 2002, prévoit alors un pont long de 51,8 m et large de 6,1 m. Cependant le projet n'est pas validé et la proposition suivante de Gehry est refusé par le maire de Chicago, Richard M. Daley. Gehry proposera ensuite dix projets différents.

### Projet final

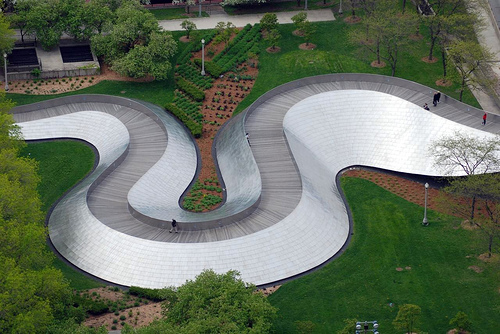
La forme de la passerelle fait penser à celle d'un serpent.

Le projet finalement retenu est révélé lors d'une exposition au Chicago Cultural Center le 10 juin 2000. La structure célèbre l'entrée dans le IIIe millénaire.
Le pont est alors prévu pour mesurer 285 mètres de long, 6,1 m de large et s'élever à 4,42 m au-dessus de Columbus Drive,. La hauteur sous pont est déterminée pour excéder les 4,3 m des normes mises en place par le département des Transports des États-Unis  (United States Department of Transportation) afin de prévoir l'apposition de nouvelles couches de bitume sur la chaussée.
Cette hauteur est aussi supérieure aux normes fixées par l'État de l'Illinois,. Selon le Chicago Tribune, la travée du pont est d'environ 46 m. La conception des rampes donnent une pente faible de 5 %, d'où une accessibilité accrue pour les personnes à mobilité réduite,. La rampe ouest (côté Millennium Park) de la passerelle BP se situe entre le Lurie Garden et la pergola géante (système de treillage) au-dessus de la grande pelouse du pavillon Jay Pritzker. La passerelle serpente ensuite en direction du nord, le long de Columbus Drive et enjambe cet axe routier en une forme de « C ». La passerelle abouti dans le parc du Daley Bicentennial Plaza en une suite de courbe formant un « S ».

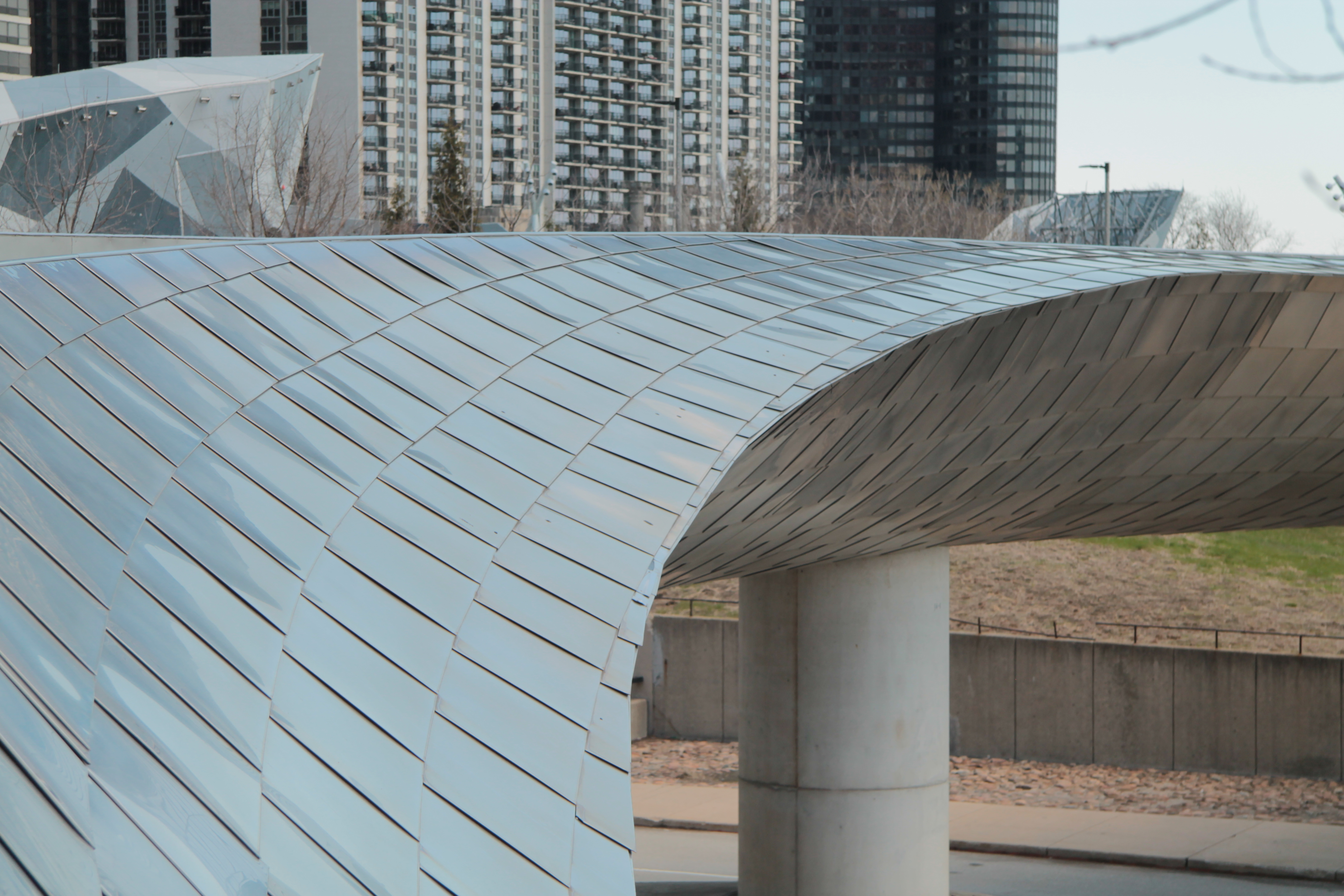
Au nombre de 10000, les panneaux d'acier qui recouvrent la passerelle sont disposés comme les écailles qui émergent du derme d'un animal.

Gehry espérait concevoir le pont de manière qu'il puisse être construit sans colonne de soutien au centre de Columbus Drive. Cependant, Blair Kamin, critique en architecture et urbanisme du Chicago Tribune, note que s'il l'avait fait, le pont n'aurait peut-être pas été aussi élégant. Construire le pont sans la colonne aurait nécessité des porte-à-faux porteurs (poutres soutenues seulement d'un côté) à partir de positions structurelles sur les côtés opposés de la rue ; cela aurait été coûteux et aurait demandé beaucoup de travail, car il aurait fallu excaver de grandes parties des parkings souterrains des deux côtés de la rue. De plus, du côté de la Daley Bicentennial Plaza, l'emplacement optimal du porte-à-faux aurait été celui du parking souterrain de la Monroe Street. La conception de la structure est confiée à la firme d'architectes Skidmore, Owings and Merrill, responsable entre autres de nombreux bâtiments à travers la ville. Ainsi, la conception privilégiée du pont a été modifiée pour éviter les problèmes liés aux parkings souterrains.
La passerelle constitue à la fois un connecteur et une plateforme d'observation sur Grant Park. Il a été conçu pour relier le district historique de Michigan Boulevard District et l'ensemble du secteur financier du Loop à l'ouest aux bordures du lac Michigan à l'est. Il a également été conçu pour être un mur anti-bruit bloquant le bruit de la Columbus Drive à huit voies depuis l'orchestre extérieur du parc (pavillon Jay Pritzker), en déviant les nuisances sonores de la circulation vers le ciel.

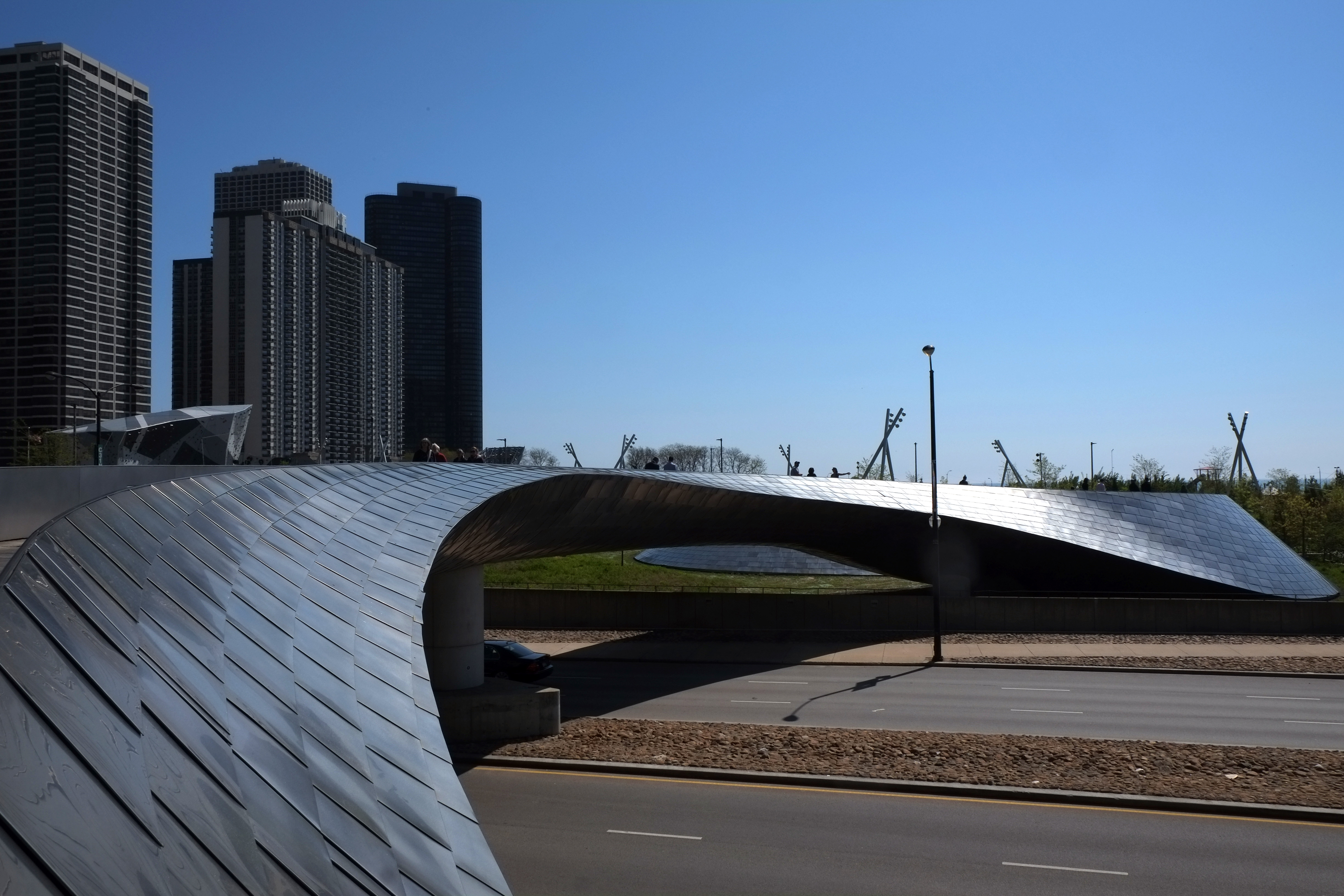
Vue de la passerelle et de Columbus Drive depuis le pavillon Jay Pritzker.

La passerelle, qui utilise des poutrelles en acier, des culées et des dalles de tablier en béton armé, un tablier en bois dur et un placage en acier inoxydable, a coûté entre 12,1 et 14,5 millions de dollars,. Il contient de grandes plaques sculpturales en acier inoxydable curviligne au lieu des plaques plates plus standard. La conception curviligne du pont lui donne un aspect fluide et naturel, au lieu de la forme linéaire et rigide des ponts standard.
Bien que ses poutres en acier reposent sur des pylônes en béton et que la majeure partie du pont soit en béton massif, il utilise une conception de poutre-caisson creuse pour minimiser le poids, car le sol qui supporte le pont recouvre des parkings souterrains,. La base en béton et la poutre-caisson sont flanquées d'un squelette creux en acier inoxydable. Malgré sa structure creuse et le fait qu'elle soit conçue comme un pont à poutres dissimulées, la travée de la passerelle est construite selon les normes autoroutières et peut supporter une pleine charge de piétons. Le pont est conçu sans rampes d'appui standard et utilise des parapets à hauteur de la taille comme garde-corps.

## Aménagement paysager

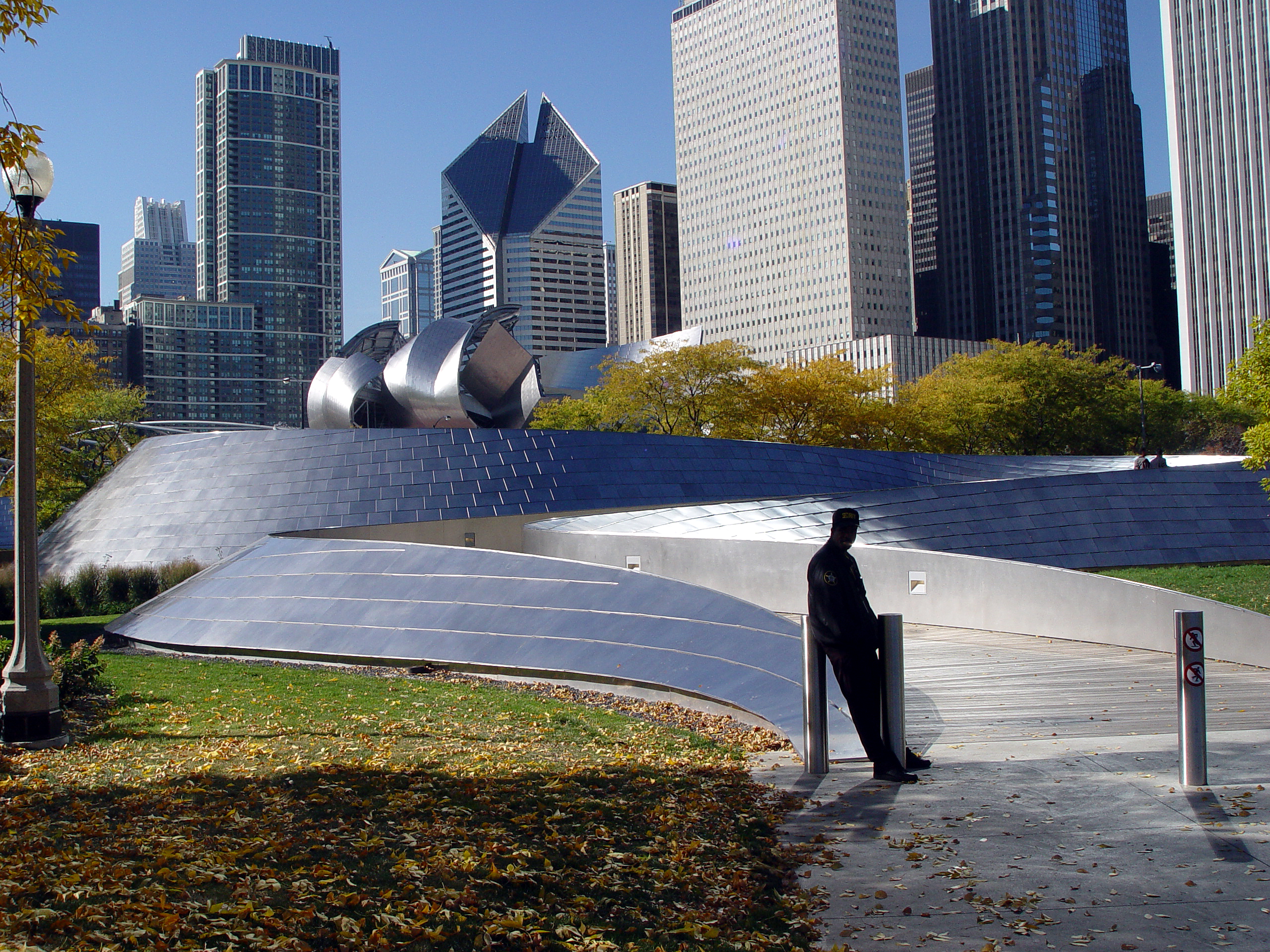
Entrée du pont depuis la Daley Bicentennial Plaza.

L'aménagement paysager qui constitue l'environnement du pont a été conçu par l'architecte paysagiste Terry Guen. Les féviers d'Amérique, les frênes et les érables qui se trouvaient du côté de la Daley Bicentennial Plaza avant la construction de la passerelle ont été remplacés par trois variétés de magnolias et plus de deux douzaines d'arbres d'ornement et d'auvent qui bordent aujourd'hui le long de la structure du pont.
D'autres travaux préliminaires de construction ont consisté à placer des tiges d'armature pour le pont dans le toit en béton du parking souterrain situé sous Grant Park. À ses deux extrémités, le pont est dans son prolongement directement connecté aux voies piétonnes et promenades du Millennium Park (à l'ouest) et du Maggie Daley Park (à l'est) qui serpentent à travers de vastes pelouses bien entretenues bordées d'arbres et de fleurs.